# Епископска конференција свих канонских православних епископа Океаније
Епископска конференција свих канонских православних епископа Океаније окупља православне епископе Цариградске, Антиохијске, Руске, Српске, Румунске, Бугарске и Грузијске патријаршије на територији Океанију и источне Азије.
Основана је у складу је са одлукама Четврте предсаборске свеправославне конференције одржане 2009. у Шамбезију. Сличне епископске конференције основане су у Немачкој, Аустрији, Швајцарској и Француској.
Циљ епископских конференција је показивање јединства Православне цркве у дијаспори, развијање заједништва међу црквама у свим областима пастирског служења, посебно по питањима духовног старања за болеснике, затворенике и подржавање литургијског благодатног живота у целини. У надлежности епископских конференција је и изучавање и одређивање канонског статуса црквених општина које немају јасан однос према православним помесним црквама.
Све одлуке Епископских конференција доносе се консензусом. Епископске конференције немају административна и канонска овлашћења и не ограничавају права епархијских архијереја у дијаспори.

## Састанци
У недељу 17. октобра 2010. године у саборној цркви Благовести Пресвете Богородице, седишту Архиепископије Константинопољске цркве у Аустралији и Новом Зеланду, након готово две деценије, поново су се окупили предстојатељи свих помесних православних цркава Аустралије и Океаније. Литургијско сабрање предводио је предстојатељ Цариградске патријаршије у Аустралији, Његово високопреосвештенство архиепископ Стилијанос, а саслуживали су епископи свих Православних цркава који своје седиште имају на Петом континету:
архиепископ Павле (Антиохијска патријаршија), епископ Агапит (Руска патријаршија), епископ Иринеј (Српска патријаршија), епископ Михајло (Румунска патријаршија), те митрополит Новог Зеланда Амфилохије (Константинопољска патријаршија), као и викарни епископи архиепископа Стилијаноса: епископ дервишки Језекиљ, епископ аполонијски Серафим и епископ дорилејски Никандрос. На светој литургији такође је саслуживало многобројно презвитерство и ђаконство из свих јурисдикција.
Поновни састанак чланова друге Епископске конференције свих канонских православних епископа Океаније одржан је у Сиднеју, дана 16. и 17. октобра 2011. године, под председавањем, ex officio, Његовог високопреосвештенства архиепископа Стилијана. Конференција је отворена молитвом у седишту Грчке православне архиепископије у Редферну.